# Zarch
Zarch est un jeu vidéo développé en 1987 par David Braben (connu pour le jeu Elite) pour les machines Acorn Archimedes et montrant la rapidité du processeur 32 bits RISC ARM développé par Acorn.
Ce jeu sera un des premiers jeux en 3D utilisant des polygones pleins tout en étant fluide (50 images par seconde), temps réel, et en 320x256, 256 couleurs sur Archimedes.
Ce jeu vidéo sera plus tard porté sous le nom Virus sur Commodore Amiga, Atari ST, IBM PC et même ZX Spectrum, mais en fil de fer pour ce dernier.
D'autres jeux, comme Zeewolf, utiliseront ensuite ce type d'affichage.